# Holopogon stellatus
Holopogon stellatus là một loài ruồi trong họ Asilidae. Holopogon stellatus được Martin miêu tả năm 1959. Loài này phân bố ở vùng Tân Bắc giới.